# Поликушка
«Полику́шка» — повесть Льва Толстого, впервые опубликованная в журнале «Русский вестник» в 1863 году (№ 2).
Работу над повестью автор начал во время второго заграничного путешествия. Фабула основана на действительных событиях, о которых рассказала в Брюсселе Толстому одна из дочерей князя М. А. Дондукова-Корсакова в марте 1861 года (как известно, Манифест об отмене крепостного права в Российской империи был провозглашен 19 февраля (3 марта) 1861 года).

## Сюжет
В повести автор рисует события крепостной эпохи. Протагонист истории — заглавный герой крестьянин Поликей, у которого очень дурная репутация из-за его пьянства и воровства. Изворотливый приказчик решил отдать мужика в солдаты, поскольку тот ни к чему не годен, и его отсутствие не причинит никакого ущерба экономике имения. Но взбалмошная барыня, пожалев Поликушку, изъявляет готовность предоставить ему возможность искупить былые провинности — даёт поручение заехать в городе за конвертом с деньгами. Но порученец не доводит дело до конца — на обратном пути теряет конверт. От такой беды Поликей впадает в безысходное отчаяние и приходит к мысли, что ему ничего другого не остаётся, кроме как надеть петлю на шею.
Во второй части истории автор рассказывает о последствиях, которые поступок Поликея имел для проживающих в имении барыни. Жена покойного сходит с ума и становится причиной гибели новорождённого сына, забыв ребёнка в полном воды тазу, где он тонет. Барыня, очень плохо воспринявшая эту трагедию, во власти нервного припадка решает отдать деньги богатому крестьянину Дутлову, который нашёл потерянный конверт на дороге. Тот полученными деньгами выкупает своего племянника, выбранного для отправки на службу в армию.

## Критика
Критика встретила опубликованную повесть недоброжелательно. С позиций «чистого искусства» её критиковал А. А. Фет. Напротив, И. С. Тургенев был в восторге.
Тургенев писал Фету о «Поликушке»: «Прочел я после Вашего отъезда „Поликушку“ Толстого, и удивился силе этого крупного таланта. Только материалу уж больно много потрачено…». 

Избыток материала, явно не умещающегося в жесткий сюжетный каркас,— отличительная черта «Поликушки» и «Казаков».— В. Я. Линков. Комментарии // Толстой Л. Н. Собр. соч. в 22 т.  — Т. 3.

## Экранизация
В 1919 году по повести режиссёр Александр Санин снял немой фильм «Поликушка».
В 1958 году был снят совместный итало-немецкий фильм «Поликушка» режиссёром Кармине Галлоне.
В 1969 году в рамках испанского телесериала Одиннадцатый час был снят телефильм «Бедный Поликей» / Pobre Polikei.